# Tagebau Alfred

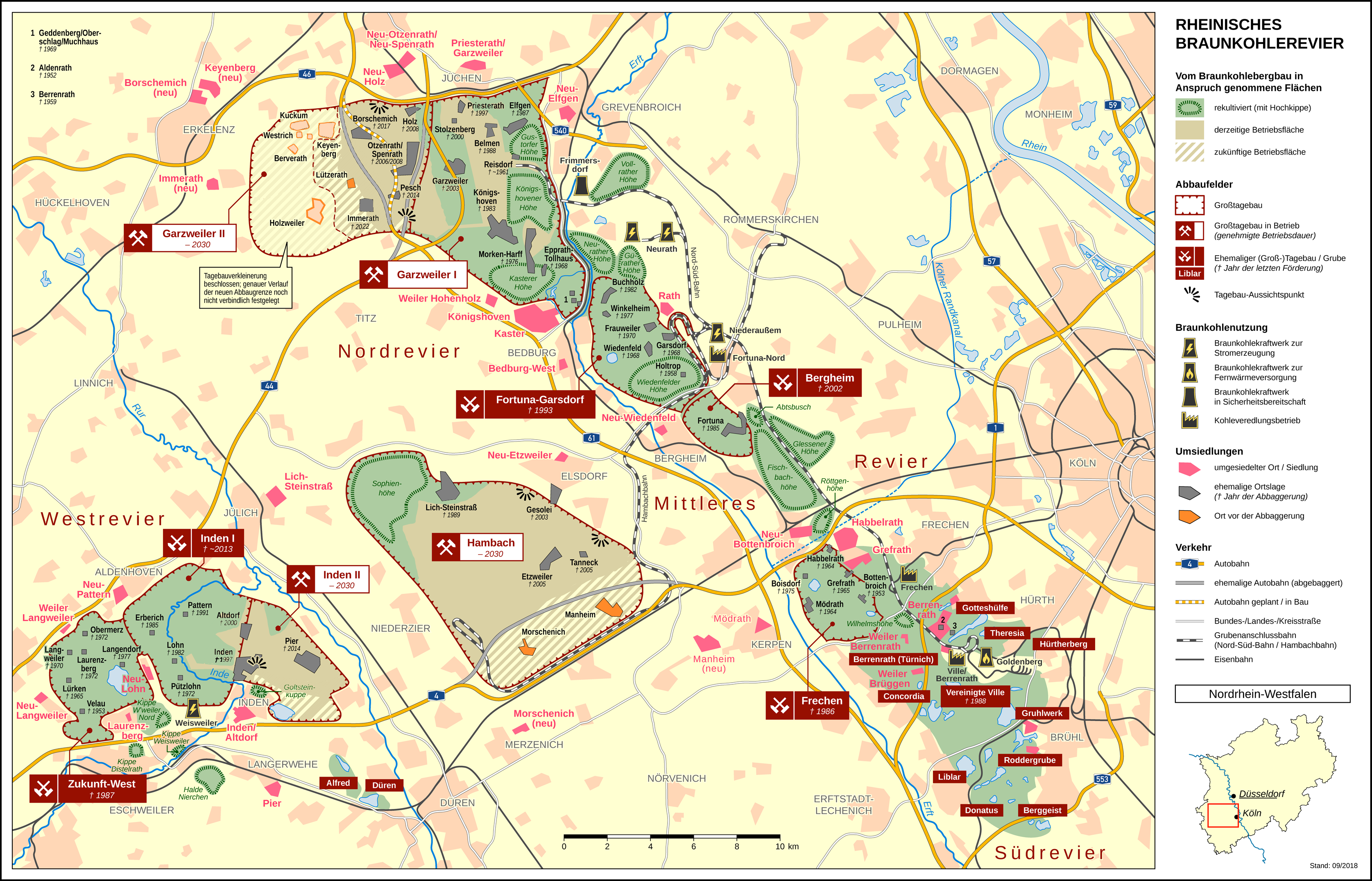
Lage des Tagebaus Alfred zwischen Düren und Langerwehe

Der Tagebau Alfred bei Konzendorf wurde 1913 erschlossen.

## Geschichte
1917 wurde dort die erste Braunkohle gewonnen. Sie wurde für die 1910 gebaute Brikettfabrik Weisweiler und das benachbarte Kraftwerk „Zukunft“ aus dem Jahr 1914 benötigt. Die ersten Abraummassen aus dem 1938/39 erschlossenen Anschlusstagebau Düren in Gürzenich dienten der Verkippung der Konzendorfer Grube, die bereits 1940 abgeschlossen war. 132 Hektar des ehemaligen Abbaugebietes wurden landwirtschaftlich rekultiviert. Aus dem verbliebenen Restloch entstand im Jahr 1959 der Echtzer See. Er dient dem Wassersport und der Erholung.

## Quelle
Kreis Rund, Magazin der Kreisverwaltung Düren, Ausgabe 02/2007